# Kolnik
Kolnik (kaszub. Kòlnik; dawniej niem. Kohling) – wieś w Polsce położona w województwie pomorskim, w powiecie gdańskim, w gminie Pszczółki przy drodze krajowej nr 91.
W latach 1975–1998 miejscowość administracyjnie należała do województwa gdańskiego.
Kolnik jest miejscowością rolniczą położoną w południowej części gminy Pszczółki, tuż przy granicy z gminą Tczew.

## Historia
W latach 1773–1918 Kolnik podlegał administracji zaboru pruskiego, w 1919 znalazł się na terenie Wolnego Miasta Gdańska. Do 1 września 1939 na południe od Kolnika przebiegała granica pomiędzy Wolnym Miastem Gdańskiem i Polską. 16 sierpnia 1939  nad ranem zginął tu patrolujący granicę żołnierz 2 Batalionu Strzelców z Tczewa Michał Różanowski, zastrzelony po pomyłkowym przekroczeniu granicy. W miejscu tym znajduje się pomnik.
1 września 1939 Kolnik został włączony do niemieckiej III Rzeszy. Wiosną 1945 znalazł się ponownie w Polsce.
W Kolniku znajdują się:
- Filia Szkoły Podstawowej im. Bohaterów Ziemi Gdańskiej w Pszczółkach (klasy 1-3 oraz „0”), niedawno zamknięta
- Duży zakład kamieniarski i dwa zakłady mechaniczne
- Nieformalnie młodzieżowa drużyna piłki nożnej stworzona przez młodzież, która nazywa drużynę Zawisza Kolnik
- Fundacja pomagająca osobom niepełnosprawnym pod nazwą „Żyć Godnie”

## Dom podcieniowy
Znajduje się tu dom podcieniowy, którego zagospodarowaniem zajmuje się Fundacja Żyć Godnie. Budynek fundacji tworzy klimat całej wsi, chociaż północna część wciąż objęta jest pracami renowacyjnymi. Według Urzędu Gminy, a także wielu źródeł (m.in. książki Macieja Żakiewicza „Moja mała ojczyzna Gmina Pszczółki”), budynek pochodzi z XIX wieku. Tymczasem podczas prac renowacyjnych odnaleziono akt erekcyjny, w którym zawarto informację, że dom podcieniowy został wybudowany w 7 roku rządów Adolfa Hitlera, czyli w 1939.
W ogrodzie przy domu wiekowa topola - najstarsze drzewo w gminie.